# Seven Seconds
Seven Seconds es una serie web estadounidense de drama criminal, creada por la productora ejecutiva/showrunner Veena Sud, que está basada en la película rusa The Major (2013), escrita y dirigida por Yuri Bykov. La primera temporada que consta de diez episodios fue lanzada en Netflix el 23 de febrero de 2018.

## Sinopsis
Después de que Brenton Butler, un adolescente de raza negra de Jersey City, es atropellado accidentalmente por un policía blanco, se decide encubrirlo y las tensiones raciales explotan.

## Elenco y personajes

### Principales
- Clare-Hope Ashitey como K.J. Harper
- Beau Knapp como Peter Jablonski
- Michael Mosley como Joe “Fish” Rinaldi
- David Lyons como Mike DiAngelo
- Russell Hornsby como Isaiah Butler
- Raúl Castillo como Felix Osorio
- Patrick Murney como Gary Wilcox
- Zackary Momoh como Seth Butler
- Michelle Veintimilla como Marie Jablonski
- Regina King como Latrice Butler, madre de Brenton que es asesinada por un policía durante un accidente automovilístico. King dijo que se encontró con una madre cuyo hijo había sido asesinado por la policía para entender el papel.[7]

### Recurrentes
- Corey Champagne como Kadeuce Porter
- Nadia Alexander como Nadine
- Coley Mustafa Speaks como Messiah
- Adriana DeMeo como Teresa

## Producción

### Desarrollo
El 18 de octubre de 2016, se anunció que Netflix había dado a la producción un pedido de una serie de una temporada que conste de diez episodios. La serie fue creada por Veena Sud con Gavin O'Connor para ser director. Se esperaba que Sud y O'Connor fueran productores ejecutivos junto a Lawrence Bender, Kevin Brown y Alex Reznik.
La creadora, Veena Sud, dijo que los escritores hablaron con madres que perdieron a sus hijos debido a la violencia policial, así como con los fiscales, litigantes civiles que trabajaron con asesinatos policiales de clientes en su mayoría afroamericanos, policías y detectives de homicidios para escribir una descripción precisa.

### Casting
El 25 de octubre de 2016, se anunció que David Lyons y Beau Knapp se habían unido al show como personajes principales.
El 17 de noviembre de 2016, Russell Hornsby, Raul Castillo y Zackary Momoh se unieron al elenco principal. Más tarde ese mismo mes, Michael Mosley y Patrick Murney fueron elegidos para formar parte del elenco principal también.
El 1 de diciembre de 2016, se confirmó que Regina King había sido elegida para el papel principal de Latrice Butler. Unas semanas más tarde, 
Clare-Hope Ashitey fue elegida para el papel principal de la serie como KJ Harper.

### Filmación
La filmación de la serie duró 6 meses.

### Marketing
El 24 de enero de 2018, Neflix lanzó el tráiler oficial de la serie.

## Acogida
La serie ha tenido una acogida positiva por parte de los críticos tras su estreno. En Rotten Tomatoes, la serie tiene una calificación de aprobación del 74% con una calificación promedio de 6.05 sobre 10 basada en 34 reseñas. En Metacritic, usa un promedio ponderado, asignó a la serie un puntaje de 68 sobre 100 basado en 20 reseñas, indicando "reseñas generalmente favorables."